# 玻璃鞋 (電視劇)
《玻璃鞋》（韓語：유리구두），是韓國SBS於2002年3月至7月期間播放的週末特別企劃。

## 各地播映

### 八點檔（台灣）
2002年6月3日至2002年8月13日，台視於八點檔時段以雙語首播本劇，主聲道為國語配音、副聲道為韓語原音，但NG片段集僅以韓語原音首播。播出後佳評如潮，曾創下當時老三台八點檔收視率之榜首。主角群應台視邀請到台灣宣傳本劇。
2009年2月16日，台視於八點檔時段重播本劇，此為本劇二度登上台視八點檔。
台視首播片頭曲依序為陳慧琳《觸不到的戀人》與Energy《第二次愛上你》。

### 亞洲人氣劇場（香港）
2003年2月24日至2003年5月2日，亞洲電視本港台於逢星期一至五晚上八時三十分《亞洲人氣劇場》時段播出，成為該年度香港最高收視劇集之一。主演之一金賢珠隨後更獲邀到香港參演電影《少年阿虎》。

## 劇情介紹
金苔曦與金芸曦的父親金賢浩為了愛情，放棄了家族的財產，原本過著幸福的生活，可惜妻子了生下芸曦而難產過世，留下兩女兒給賢浩。當苔曦和芸曦分別為14歲及9歲時，賢浩知道自己患上了血癌，為了兩女兒著想，他走到父親金必重面前，求必重照顧兩女兒，但遭拒絕。最終，賢浩發生意外身亡。苔曦為了不讓鄰居送她與芸曦到不同的孤兒院，偷偷帶芸曦逃到漢城（首爾舊稱）。逃亡途中，兩姊妹失散了；芸曦更被黃國圖開車撞到，失去記憶。知道了事實真相的金必重派人去找兩姊妹，但最後只找回苔曦；而芸曦被國圖收養，改名李善宇。
兩姊妹分開後，苔曦不久便被送到外國讀書；而芸曦卻寄人籬下，不但被國圖的女兒于盛晞欺負，更在刻苦的生活之中長大。15年後，苔曦從外國讀書回來，打算再次去找芸曦的下落；另一方面，芸曦憑她的努力，在大學畢業、幫家人打理小吃店之餘，不停找工作。某日，芸曦至苔曦所在的濟河集團企業大樓應徵時，由於未能及時交上求職書，在張在赫的幫助下成功遞交出去，但兩姊妹相遇時都沒有認出對方。某日，盛晞撿到賢浩留給苔曦與芸曦的戒指，並且知道苔曦找芸曦的事，於是盛晞假扮芸曦，去與苔曦相認。由於在赫與芸曦的關係愈見親密，苔曦對芸曦的態度日益惡劣。兩姊妹幾經波折終於相認，但醫生證實，芸曦與賢浩一樣已罹患白血病。

## 演員表

### 主要角色
| 人物   | 演員                                 | 臺灣配音                     | 人物介紹 |
| 金芸曦 | 金賢珠 荷承里（幼年）                | 楊凱凱 傅其慧（幼年）        | 苔曦之妹，個性樂觀，心胸開闊，從不記恨，在困境中仍能保持笑容。在職場上，她對工作有強烈的責任感，自尊心強，脾氣倔強。幼時被黃國圖開卡車撞倒而喪失記憶（包括自己的本名），被國圖收養；由於當時她戴著刻有其母姓名「李善宇」的戒指，而被國圖取名「李善宇」。成年後，她在黃家的小吃店每天辛勤工作。被趕出黃家後，被哲雄的奶奶帶回家收養。曾在新開幕的通訊連鎖店工作，卻因盛晞從中作梗而被解雇。曾在濟河集團擔任清潔工，受在赫邀請進入濟河通訊擔任業務助理。                                                                     |
| 金苔曦 | 金芝荷 高珠姸（幼年） 江寶慶（少年） | 鄭仁麗 楊凱凱 （幼年、少年） | 芸曦之姊，成年後任職濟河通訊總經理；在濟河通訊總經理室辦公桌上的總經理銘板上，所標示的總經理韓語漢字姓名為「金太喜」。她早熟而懂事，自從與芸曦失散後，雖積極找尋芸曦，卻仍無下落，是她心中一大陰影。她的行事風格是：想到了就去做，直來直往，毫不遲疑，絕不服輸。 |
| 張在赫 | 韓載錫 崔宇革（少年）                | 陳旭昇 魏伯勤（幼年）        | 濟河電器張董事長的孫子。行事風格是：思慮周密，理性、冷靜，喜怒不形於色，一旦下定決心的事就一定要貫徹執行。早年曾經幫助苔曦，因而愛戀苔曦，成年後更與苔曦論及婚嫁。芸曦進入濟河通訊工作後，他轉而愛戀芸曦，推遲與苔曦的婚禮，使苔曦頗為不滿。他喝醉來到金家，大聲宣佈要與苔曦結婚，卻遭金家一致反對。一度因暗中收購濟河通訊股票涉嫌內線交易而遭逮捕入獄，入獄期間必重曾探望他一次。最後搭機回美國。 |
| 朴哲雄 | 蘇志燮                               | 宋克軍                       | 貴中之子，個性溫和體貼，從容不迫，沉默寡言，心地善良，注重義氣。幫派急欲網羅他，都被他拒絕。他愛戀芸曦，從未變節。他誓言終生守護芸曦，但芸曦愛戀的人是在赫。為了幫芸曦償還債務，他曾做仁秀的打手。在芸曦與太喜被綁架時，他帶著一群人來救她們。他在酒廠當卡車司機，偶然在一家酒館遇見在那裡當酒家女的盛晞，將她載回黃家。他決定向芸曦求婚，卻被芸曦求婚，頓時愣在原地；他懷疑芸曦是否真心想跟他結婚，芸曦向他表示不會再與在赫見面，他重新向善宇求婚，婚事獲得賢芝同意。在芸曦被盛晞教唆幫派綁架時，他與幫派打鬥，重傷而死。 |

### 其他角色
| 人物   | 演員                  | 臺灣配音 | 人物介紹 |
| 盛晞   | 金玟善 朴恩斌（幼年） | 許淑嬪   | 國圖與山嬸之女，天資聰穎，自尊心強，韌性也強，但行事專橫且愛慕虛榮。道德觀念薄弱，可以不擇手段擺脫惡劣的原生家庭環境。她假扮芸曦，去與苔曦相認並住進金家，還不斷陷害芸曦，意圖逼退芸曦，最後仍被揭穿。在芸曦擔任濟河集團清潔工期間，她得知太喜與芸曦見面的事，深怕自己的謊言被拆穿而緊張不已，於是要求芸曦離開濟河集團，但芸曦不予理會；於是她向山嬸求助，山嬸裝病騙芸曦請假一天回黃家，她則藉機假冒芸曦打電話辭職成功。芸曦在通訊連鎖店工作時，她打電話恐嚇連鎖店老闆，如果繼續僱用芸曦，她將提出告訴；芸曦因此被連鎖店解雇。她偷取太喜項鍊，被賢芝發現並大聲斥責，因一時氣憤而離開金家。她知道芸曦罹患血癌住院，心裡百感交集，苦苦哀求在赫，卻被已經知道她假扮芸曦一事的在赫嚴厲指責不要再演戲；她來到芸曦的病房，試圖勒死芸曦，卻終難下手。她知道自己假扮芸曦一事已經敗露、無可挽救，匆忙收拾東西準備離開金家的時候遇見太喜，向苔曦求情，卻被太喜嚴厲斥責並趕出金家。她趁哲雄喝醉時偷走張董事長所寫的日記本，知道了在赫不可告人的秘密，以此威脅在赫，卻被在赫反將一軍。她教唆幫派綁架芸曦，最後被捕入獄。 |
| 金必重 | 白一燮                | 孫中台   | 苔曦與芸曦的祖父，賢浩之父，濟河集團董事長。因不滿賢浩與家境清貧的善宇（苔曦與芸曦之母）結婚，而將賢浩逐出金家。十多年後，落魄的賢浩回金家探望他，意在託孤；他未洞察賢浩來意，即以冷言冷語逼退賢浩；賢浩在返家途中遭遇車禍身亡。他聽貴中說芸曦才是苔曦真正的妹妹，執意親自跟芸曦見面，途中發生車禍奄奄一息，向目擊車禍的盛晞伸手求援，盛晞卻視而不見。他死後，他的遺書被律師公開，遺書顯示盛晞無權隨意處分遺產，盛晞怒火中燒。 |
| 金賢浩 | 河載永                | 宋克軍   | 必重之子，賢芝之兄，苔曦與芸曦之父。他不顧必重的反對，堅持與善宇結婚，善宇在產下芸曦後病故。 |
| 李善宇 | 鄭秀英                | 傅其慧   | 苔曦與芸曦之母。在產下芸曦後病故。 |
| 金賢芝 | 金 青                 | 傅其慧   | 必重之女，賢浩之妹，太喜的姑姑，瑞峻之母。賢浩離家之後，她以為自己必然是金家財產第一順位繼承人，不料卻被嚴峻的必重拒於門外多年；直到她找到了苔曦，她才被必重以「照顧苔曦」為理由召回家中。她企圖爭奪金家家產，將全部希望寄託在瑞峻身上，但瑞峻對入主企業一事毫無野心，對瑞峻深感失望的她只能將滿腔怨氣宣洩在太喜身上。她告訴必重，說盛晞的身世可疑，想要調查盛晞的底細；必重極力阻止她，卻私下派貴中到區公所調閱盛晞的戶籍資料。 |
| 尹瑞峻 | 金民成                | 魏伯勤   | 賢芝之子，太喜的表弟。個性浪漫，愛戀嫣紅，無心入主濟河通訊，讓企圖爭奪金家家產的賢芝相當失望。他向嫣紅表白，強吻嫣紅；嫣紅隨即強吻他，說是為了搶回剛才被他奪走的初吻。 |
| 朴貴中 | 玄 錫                 | 魏伯勤   | 必重座車的司機。他為善宇找到在新開幕的通訊連鎖店的工作。他奉必重之命到在赫家，卻在此無意間發現剪報而得知在赫是濟河電器張董事長的孫子；為了阻止在赫做出傷害必重的事，他帶走了張董事長當年所寫的日記本。 |
| 朴嫣紅 | 金晶和                | 傅其慧   | 貴中之女，哲雄之妹。個性豪邁，勤奮盡責，很聽哲雄的話。她與瑞峻相戀，卻屢次遭暴力威脅分手，瑞峻甚至在她眼前慘遭圍毆，導致她身心受創。最後答應與瑞峻結婚。 |
| 陳尚萬 | 金炳起                | 陳旭昇   | 濟河集團董事長室室長，人稱「陳室長」。 |
| 韓秀卓 | 金亨鍾                | 吳東原   | 為哲雄出頭的正義朋友。 |
| 李仁秀 | 李基英                | 宋克軍   | 幫派老大。他被漢榮教唆除掉貴中並拿回張董事長所寫的日記本，被氣極敗壞的哲雄質問到底是誰要謀害貴中，但他守口如瓶。在哲雄懷疑芸曦是否真心想跟自己結婚時，他勸哲雄，為了心愛的人，一定要將不愉快的事忘掉，全心接納她才是真男人的愛。 |
| 吳漢榮 |                       | 魏伯勤   | 在赫的學弟。他認為芸曦讓在赫無法專心投入工作，故屢次強力勸說芸曦：若她想真心幫助在赫，她就應該與在赫分手。他被在赫交待暫停收購濟河通訊股票，但他打電話通知仁秀一切計畫照常進行。他教唆仁秀等人除掉貴中並拿回張董事長所寫的日記本。 |
| 黃國圖 | 李熙道                | 陳旭昇   | 小吃店主人，山嬸之夫，盛晞之父。開卡車時不慎撞上芸曦，在芸曦喪失記憶後收養芸曦；因見到當時芸曦戴著刻有其母姓名「李善宇」的戒指，而把已忘記自己本名的芸曦取名「李善宇」。他將小時候的芸曦帶到市場並遺棄她，不料芸曦被警察帶回小吃店。他意圖性侵芸曦，被正好回到家的山嬸與盛晞阻止，芸曦反遭斥責並趕出家門，哲雄因此闖入小吃店砸壞桌椅洩憤。他將小吃店抵押貸款五千萬韓元投入股市，與山嬸大吵一架。他在股市被詐騙，全部的錢付諸流水，被盛晞察覺並趕出家門。他威脅盛晞要將她假冒芸曦的事情洩露出去，盛晞僱用打手圍毆他。他向貴中說芸曦才是太喜真正的妹妹，貴中將這個消息轉告必重，必重執意親自跟芸曦見面。他與山嬸流離失所，一同去找善宇；善宇不但沒有責怪他們，反而把自己的舊居讓予他們居住，令他們感動不已。 |
| 伍山嬸 | 宋鈺宿                | 鄭仁麗   | 國圖之妻，盛晞之母，從來不給在小吃店裡工作的芸曦好臉色看。在太喜匆匆趕到小吃店詢問芸曦的下落時，她與國圖極力否認曾經開車撞到一個小女孩。她打電話要求盛晞給她五千萬韓元，被瑞峻聽到。 |

## 外部連結
- SBS《玻璃鞋》官方網站 （页面存档备份，存于） 
- 亞洲電視《玻璃鞋》官方網站（繁體中文）
- 台視《玻璃鞋》官方網站 （页面存档备份，存于）（繁體中文）
- 八大電視《玻璃鞋》官方網站（繁體中文）

## 其他
劇中主角兩姊妹真正名字,是金太喜和運喜,劇中,公司辦公室名牌上印有金太喜漢字名字.金苔曦和芸曦是錯誤翻譯.

## 作品的變遷
| SBS 週末特別企劃 | SBS 週末特別企劃                      | SBS 週末特別企劃 |
| ---------------- | ------------------------------------- | ---------------- |
|                  | 玻璃鞋 （2002年3月2日-2002年7月28日） |                  |
| ---              | 情敵 （2002年8月3日-2002年10月6日）   |                  |

| 台視 八點檔（週一~週四20:00~22:00）   | 台視 八點檔（週一~週四20:00~22:00）      | 台視 八點檔（週一~週四20:00~22:00） |
| ------------------------------------- | ---------------------------------------- | ----------------------------------- |
|                                       | 玻璃鞋 （2009年2月16日-2009年3月26日）   |                                     |
| 商道 （2008年12月22日-2009年2月12日） | 風之畫師 （2009年3月30日-2009年4月22日） |                                     |

| 亞洲電視本港台 亞洲人氣劇場（逢星期一至五 20:30－21:30）   | 亞洲電視本港台 亞洲人氣劇場（逢星期一至五 20:30－21:30） | 亞洲電視本港台 亞洲人氣劇場（逢星期一至五 20:30－21:30） |
| ---------------------------------------------------------- | -------------------------------------------------------- | -------------------------------------------------------- |
|                                                            | 玻璃鞋 （2003年2月24日-2003年5月2日）                    |                                                          |
| 情定大飯店 （2003年1月27日-2003年2月21日） （20:00-21:00） | 守護天使 （2003年5月5日-2003年5月23日）                  |                                                          |